# Santa Cruz (California)
Santa Cruz è una cittadina di circa 55 000 abitanti dello Stato della California, USA.
Conosciuta soprattutto per il surf, è sede della O'Neill Wetsuits e della Santa Cruz Surfboards. È anche sede del campus dell'Università della California Santa Cruz, la cui mascotte è la Banana Slug.
L'attuale sito di Santa Cruz era la sede di un insediamento spagnolo a partire dal 1791, tra cui la Missione di Santa Cruz e il pueblo di Branciforte. La città di Santa Cruz fu fondata ufficialmente nel 1866 e dotata di statuto nell'aprile 1876. Importanti industrie primarie includevano legname, polvere da sparo, calce e agricoltura. Alla fine del XIX secolo, Santa Cruz si affermò come una comunità di resort sulla spiaggia.

## Geografia
Si trova sulla costa dell'Oceano Pacifico, nella costa settentrionale della Baia di Monterey ed è a circa 130 chilometri a sud di San Francisco.
Secondo lo United States Census Bureau, la città copre un'area di 41 km², 33 km² è terra e 8,0 km² è acqua. Per i locali di Santa Cruz, l'area viene spesso discussa in tre regioni distinte: lato est, lato ovest e centro città.

## Storia

### Nativi americani
Prima dell'arrivo dei soldati, missionari e coloni spagnoli alla fine del XVIII secolo, la contea di Santa Cruz ospitava i nativi Awaswas. Si pensa che gli antenati di questo popolo fossero originariamente emigrati nell'area di San Francisco e Monterey dal sistema fluviale di San Joaquin-Sacramento intorno al VI secolo d.C.. Il termine improprio Ohlone, sebbene spesso usato per descrivere i nativi dell'area di Santa Cruz, è un nome generalizzato per i diversi gruppi che vivevano nella regione che si estende daSan Francisco alla baia di Monterey. Le diverse e numerose tribù di questa regione sono state precedentemente definite dagli spagnoli come costiere. Il termine "Ohlone" è stato usato al posto di "Costanoan" dagli anni '70 da alcuni gruppi discendenti e dalla maggior parte degli etnografi, storici e scrittori della letteratura popolare. Awaswa era una delle otto lingue costanoane e costituiva una tribù di nativi americani che vivevano nella contea occidentale di Santa Cruz, che si estendeva leggermente a nord di Davenport fino a Rio Del Mar. La tribù Awaswas era composta da non più di mille persone e la loro lingua è ora estinta. Gli unici resti della loro lingua parlata sono tre nomi locali: Aptos, Soquel e Zayante; e il nome di un mollusco nativo, l'abalone. La maggior parte delle tribù Ohlone non conosceva la scrittura e viveva in piccoli villaggi sparsi nelle regioni della baia di Monterey e della baia di San Francisco. Entro cinquant'anni dall'arrivo degli spagnoli, la cultura e lo stile di vita degli Ohlone erano praticamente scomparsi nell'area della baia. Oggi, due tribù costiere, il popolo Awaswa "missionizzato" a Santa Cruz e il popolo Mutsun "missionizzato" a San Juan, si sono uniti come la Banda Tribale Amah Mutsan nel tentativo di proteggere e mantenere l'autentico e distinto patrimonio culturale e storico.

### Periodo spagnolo
La prima esplorazione terrestre europea dell'Alta California, fu la spedizione spagnola guidata da Gaspar de Portolá, attraversò l'area sulla strada verso nord, ancora alla ricerca del "porto di Monterey" descritto da Sebastián Vizcaíno nel 1602. La spedizione raggiunse il fiume (probabilmente vicino a dove ora sorge il ponte di Soquel Avenue) e si accampò il 17 ottobre 1769. Il missionario francescano Juan Crespi, viaggiando con la spedizione, annotò nel suo diario che "Questo fiume si chiamava San Lorenzo".
La mattina dopo, la spedizione ripartì e Crespi notò che "Cinquecento gradini dopo che abbiamo iniziato abbiamo attraversato un buon torrente che scende da alcune alte colline dove sorge". Fu chiamato El Arroyo de la Santisima Cruz, che si traduce letteralmente come "Il torrente della Santissima Croce".
Nel 1791, Padre Fermín Lasuén continuò a usare il nome di Crespi quando dichiarò l'istituzione di La Misión de l'Esaltación de la Santa Cruz (Missione Santa Cruz) per la conversione degli Awaswa di Chatu-Mu e dei villaggi circostanti. Santa Cruz era la dodicesima missione in California. Il torrente, tuttavia, in seguito perse il nome, ed è noto oggi come Laurel Creek perché è parallelo a Laurel Street. È il principale alimentatore della Laguna di Neary.
Nel 1797, il governatore Diego de Borica, per ordine del viceré della Nuova Spagna, Michele La Grua Talamanca e Branciforte, marchese di Branciforte, fondò la Villa de Branciforte, una città chiamata in onore del viceré. Una delle sole tre città civili stabilite in California durante il periodo coloniale spagnolo (le altre due divennero Los Angeles e San Jose), la Villa si trovava sul fiume San Lorenzo, a meno di un miglio dalla Missione. La sua strada principale originale è ora North Branciforte Avenue. In seguito Villa de Branciforte perse il suo stato civile e nel 1905 l'area fu annessa alla città.

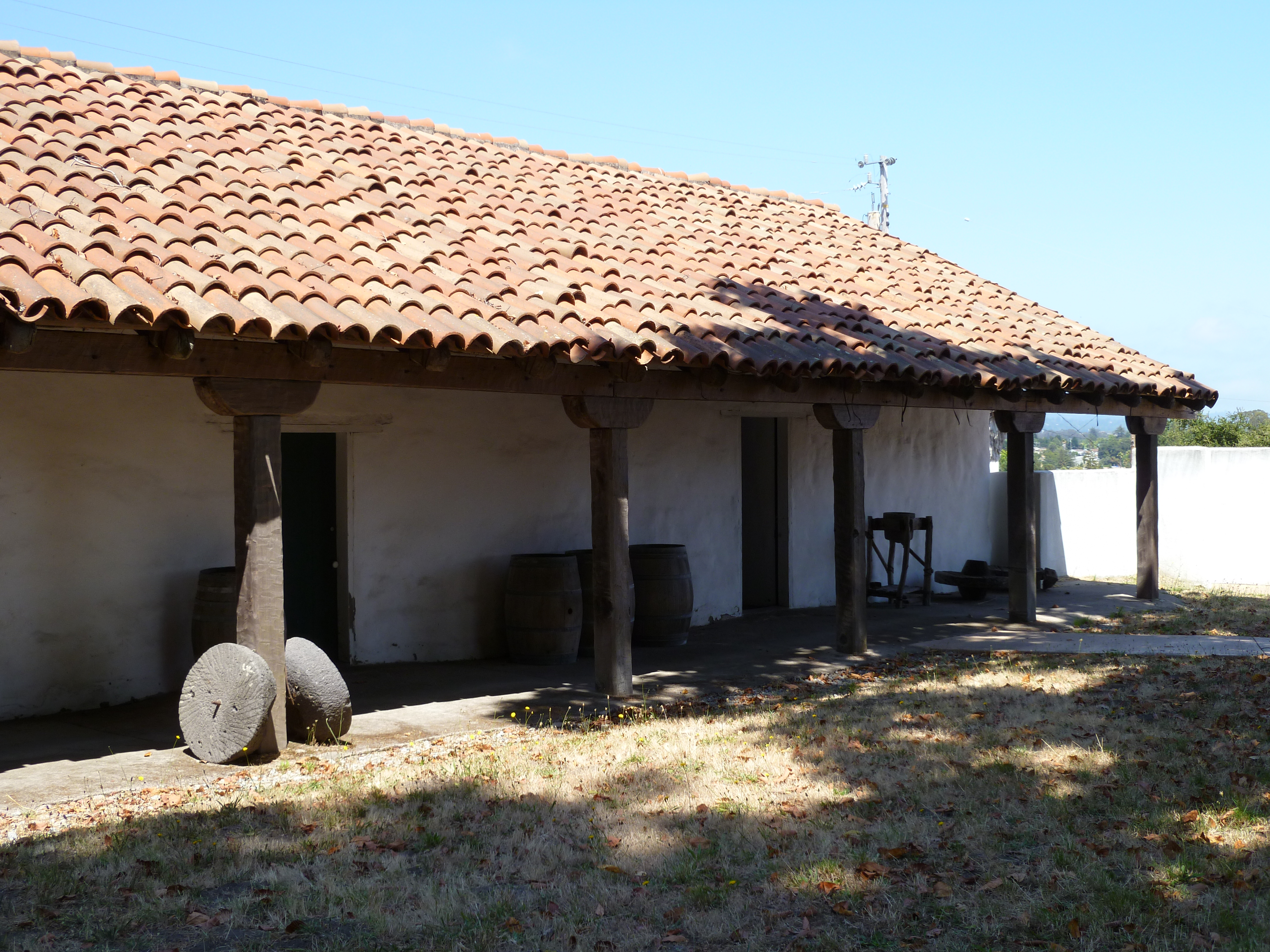
Costruzione risalente al 1810, la più antica presente a Santa Cruz

Durante l'era della missione, il numero di nativi nella Bay Area, compresa Santa Cruz, iniziò a diminuire rapidamente. Molti nativi portati a vivere nelle missioni (neofiti) morirono per le malattie europee a cui non erano resistenti.

### Periodo messicano
Nel 1820 il Messico, di recente indipendenza, assunse il controllo dell'area. In seguito alla secolarizzazione della Missione nel 1834, il governo ha tentato di rinominare la comunità che era cresciuta intorno alla Missione, come Pueblo de Figueroa (come un ex governatore). La designazione del pueblo non è mai stata resa ufficiale, tuttavia. Il nuovo nome non prese piede e Santa Cruz rimase Santa Cruz. Le terre coltivate a missione e il pascolo, che una volta si estendevano dal fiume San Lorenzo a nord lungo la costa fino all'incirca al confine di oggi della contea di Santa Cruz, furono divise in grandi concessioni di terra chiamate ranchos. Le sovvenzioni furono fatte da diversi governatori diversi tra il 1834 e il 1845 (vedi "Elenco dei Ranchos della California").
Solo due ranchos erano totalmente entro i confini della città odierna. Il "Rancho Potrero Y Rincon de San Pedro Regalado" che consisteva principalmente in pascoli pianeggianti sul fondo del fiume a nord di Mission Hill ("potrero" significa "pascolo") e il "Rancho Tres Ojos de Agua" sul lato ovest. Altri tre confini del rancho in seguito entrarono a far parte dei limiti della città moderna: "Rancho Refugio" a ovest, "Rancho Carbonera" a nord e "Rancho Arroyo del Rodeo" a est.
Dopo che la secolarizzazione mise la maggior parte delle terre della California in mani private, gli immigrati dagli Stati Uniti iniziarono ad arrivare in numero costantemente crescente, specialmente negli anni 1840, quando furono aperte rotte terrestri come il California Trail.
La missione di Santa Cruz, insieme alle altre ventuno missioni francescane, fu secolarizzata nel giro di pochi anni dopo il 1833. Anche prima della secolarizzazione, la popolazione indiana era diminuita e gli edifici iniziarono lentamente a rovinarsi per il tempo umido e la mancanza di manutenzione . La torre della cappella cadde nel 1840 e l'intera parete frontale fu distrutta dal terremoto del 1857 a Fort Tejon. Nel 1858 fu costruita una chiesa "moderna" accanto alla restante porzione posteriore della cappella. Quel resto fu demolito nel 1889, quando la chiesa di Santa Croce di oggi fu costruita sul sito, in stile neogotico.
Nel 1834, le ventuno missioni californiane furono secolarizzate. Le vaste terre che avrebbero dovuto detenere in fiducia per i nativi convertiti andarono invece principalmente ad amici e parenti del governo dell'Alta California (compresi alcuni immigrati stranieri che si erano sposati con famiglie californiane). I rimanenti residenti della missione Ohlone hanno lottato per sopravvivere e molti sono diventati servi o braccianti agricoli o vaqueros (cowboy), quando la missione chiuse, la maggior parte dei nativi rimanenti che vivevano nelle missioni divennero operai nei ranchos che ereditarono le ex terre della missione. In seguito si formarono alcune piccole comunità che promuovevano vecchie usanze, ma in luoghi diversi dalle loro terre d'origine.

### Annessione agli USA e guerra civile

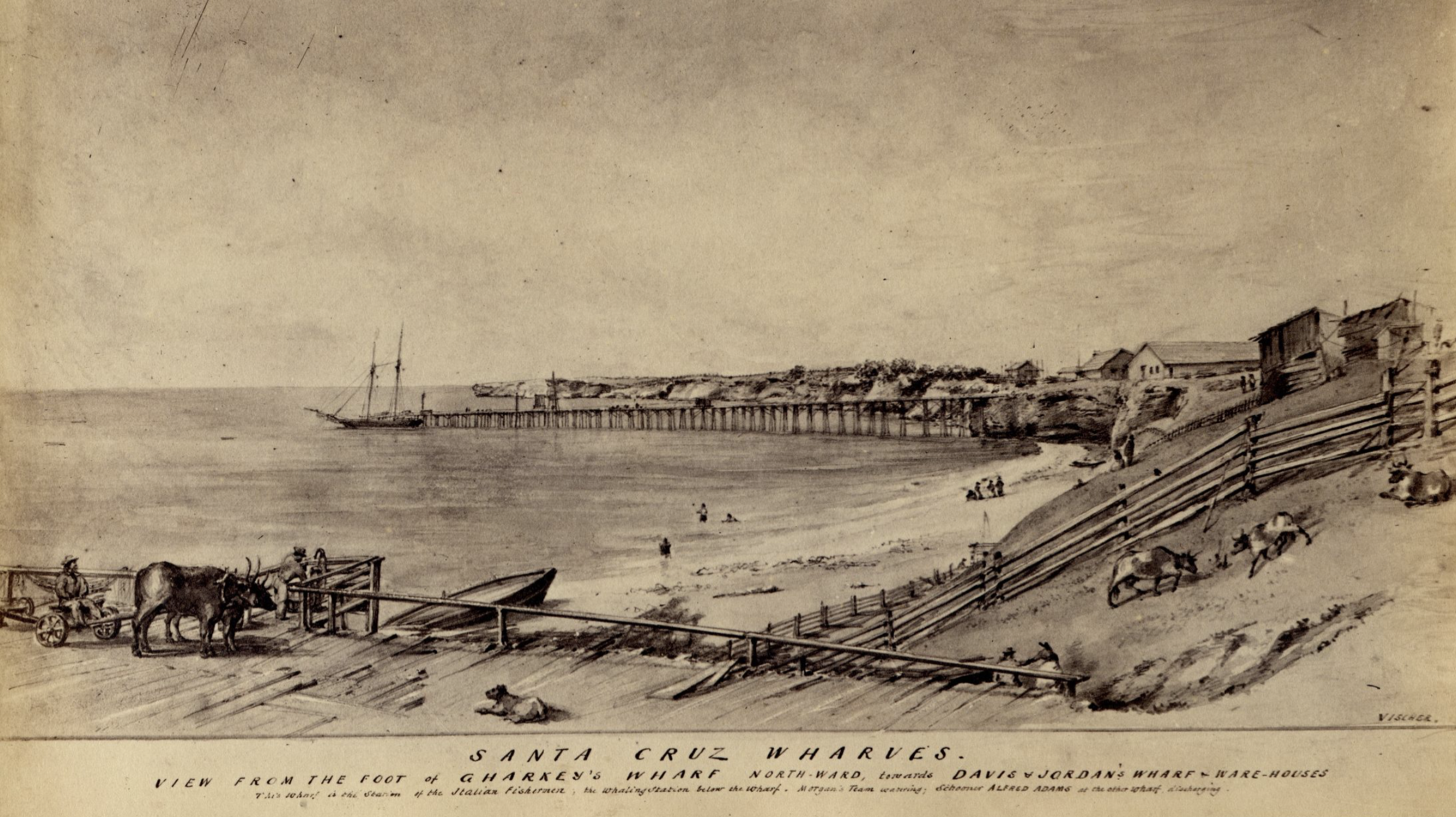
Schizzo della città realizzato nel 1863 dall'illustratore Edward Fischer

Nel 1848, in seguito alla guerra messico-statunitense, il Messico cedette il territorio dell'Alta California agli Stati Uniti con il trattato di Guadalupe Hidalgo. La California fu la prima parte del territorio a diventare uno stato, nel 1850. La contea di Santa Cruz fu fondata lo stesso anno e Santa Cruz fu incorporata come città nel 1866.
La California Powder Works iniziò a produrre polvere esplosiva per l'estrazione mineraria della California quando le normali forniture furono interrotte dalla guerra civile americana. Un mulino costruito sul fiume San Lorenzo a monte di Santa Cruz utilizzava carbone e fusti di polvere prodotti da foreste locali, il mulino in seguito produsse polvere senza fumo utilizzata nei fucili dell'esercito degli Stati Uniti e nelle pistole della flotta del Pacifico degli Stati Uniti e delle flotte asiatiche. Il mulino fu pesantemente danneggiato da una serie di esplosioni la sera del 26 aprile 1898. Le esplosioni causarono la caduta di detriti fiammeggianti su Mission Hill e provocarono incendi che minacciarono la città. Le polveri impiegarono da 150 a 275 uomini fino a quando le operazioni cessarono nel 1914.

### Primo sviluppo industriale

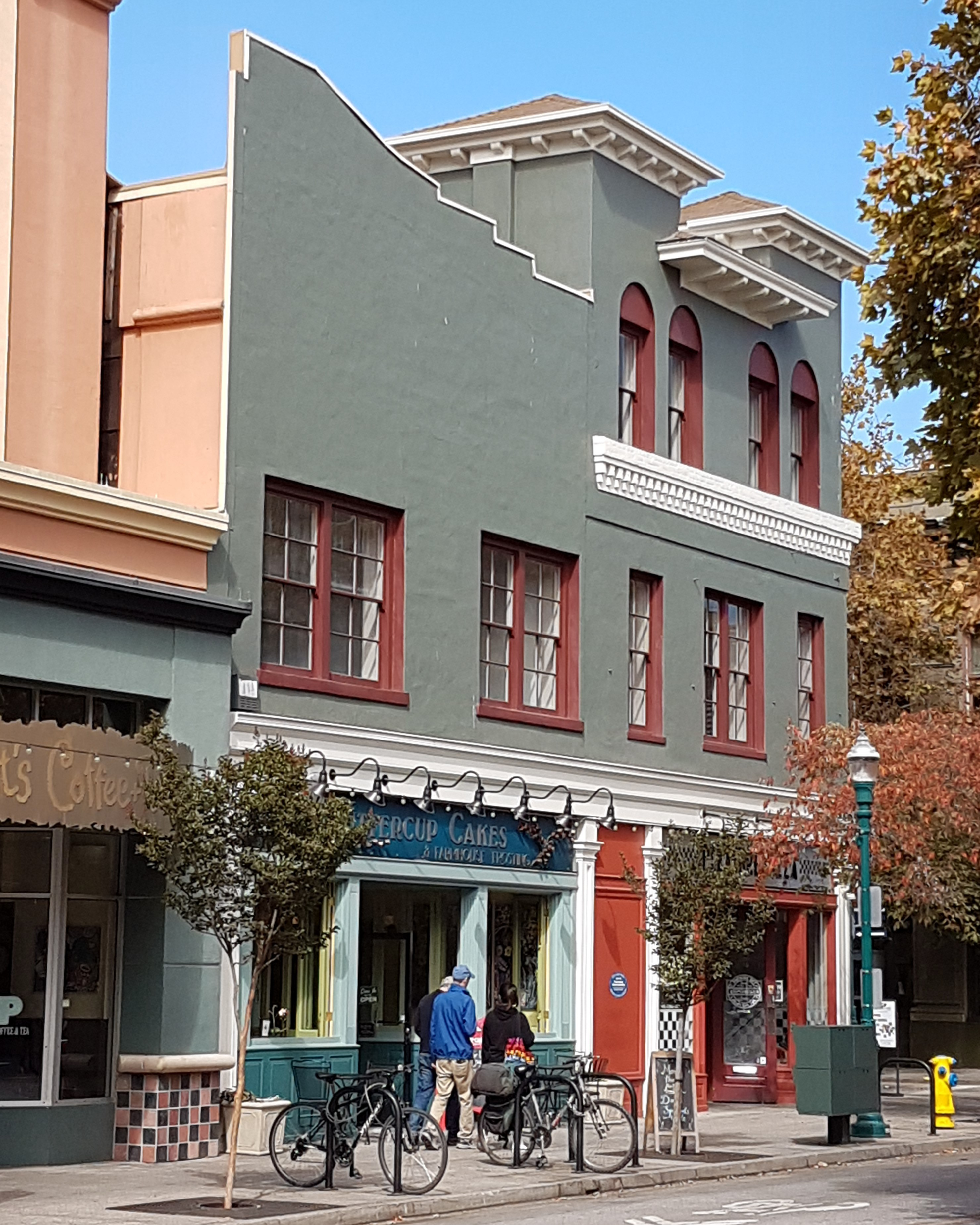
Ristoranti nel centro storico di Santa Cruz

Elihu Anthony (1818-1905) arrivò a Santa Cruz, nel 1847 e aprì molti primi edifici per la città di Santa Cruz; compresa la prima chiesa protestante, la prima fonderia, il primo pontile e fu il primo postmaster. Sviluppò i primi blocchi commerciali nel centro di Santa Cruz con la sua prima fonderia situata all'angolo tra Pacific Street e Mission Street. Anthony con Frederick A. Hihn, costruì la prima rete privata di approvvigionamento idrico in città che serviva le comunità vicine. L'istituzione di linee ferroviarie a Santa Cruz nel 1876 fino al 1881 con la Santa Cruz Railroad, portò i lavoratori a Santa Cruz e fornì l'accesso al mercato per le industrie di legname, cuoio e calcare della città.

## Amministrazione

### Gemellaggi
Santa Cruz è gemellata con:
- Shingū, dal 1974
- Alušta, dal 1984
- Jinotepe, dal 1990
- Biarritz, dal 2022
- Riva Trigoso, dal 2002, frazione del comune di Sestri Levante (GE)[1]
Nella città di Santa Cruz, tra la fine dell'Ottocento ed i primi anni del Novecento, si stabilì un elevato numero di marinai e pescatori italiani provenienti da Riva Trigoso, frazione di Sestri Levante, in Liguria. I rivani emigrati in America, con la loro esperienza, resero fiorente l'attività della pesca; a Santa Cruz ancora oggi vivono molte persone con cognomi diffusi nella zona di Riva Trigoso e si parla il dialetto rivano, a volte anche con termini non più usati in Liguria. Il 15 agosto 2004 è stata intitolata una strada cittadina alla località ligure, Riva Trigoso Street, in memoria del legame tra queste due comunità.